# Quelli che mi vogliono morto
Quelli che mi vogliono morto (Those Who Wish Me Dead) è un film del 2021 diretto da Taylor Sheridan.
È tratto dal romanzo Those Who Wish Me Dead di Michael Koryta.

## Trama
La vigile del fuoco paracadutista Hannah Faber lavora in una torre di sorveglianza nella contea di Park, in Montana; il suo è un lavoro complicato dalla depressione, che la affligge dal giorno in cui ha tentato invano di impedire la morte di un suo collega e di tre giovani campeggiatori in un incendio forestale. Il contabile Casserly, il cui capo e la famiglia sono morti in un'apparente esplosione di gas, scopre che in realtà sono stati uccisi da due spietati assassini, Jack e Patrick Blackwell. Convinto di essere il prossimo bersaglio, Owen scappa con il figlio Connor e si dirige da suo cognato Ethan Sawyer, ex-fidanzato di Hannah e vice-sceriffo; durante il viaggio i due vengono attaccati dai Blackwell, ma prima di morire Owen riesce a dare a Connor le prove contro Arthur Philipp, colui che ha assoldato i due Blackwell.
Mentre Ethan s'imbatte nei resti del mezzo di Owen, Hannah durante una perlustrazione s'imbatte in Connor e lo riporta alla torre di sorveglianza per chiamare aiuto. Incaricati da Philip di dare la caccia a Connor, i due Blackwell dapprima distraggono la polizia provocando un incendio, quindi raggiungono la casa di Ethan, dove trovano e interrogano sua moglie Allison, incinta al sesto mese, che costringono a chiamare Ethan; Allison dà un messaggio in codice al marito, per poi fuggire dai due assassini. Intanto, essendo la radio alla torre di sorveglianza messa fuori gioco da un fulmine durante una tempesta, Hannah tenta di riportare Connor in città, ma viene bloccata dall'incendio.
Seguendo la chiamata della moglie, Ethan ritorna a casa con lo Sceriffo, ma i Blackwell uccidono quest'ultimo e costringono Ethan a condurli alla ricerca del bambino attraverso il bosco, dirigendosi verso la torre di sorveglianza di Hannah; arrivativi, lo costringono a cercare Connor mentre lo sorvegliano da un albero. Nonostante Ethan tenti di convincerli che la torre sia vuota, Patrick lo vede parlare e gli spara, ferendolo gravemente. Vedendo Hannah e Connor fuggire dal retro, i Blackwell provano a prenderli ma vengono attaccati da Allison, che li ha seguiti, e quindi si dividono: Patrick insegue Hannah e Connor, mentre Jack rimane indietro per uccidere Allison, ma si fa invece uccidere da quest'ultima.
Hannah distrae e trattiene Patrick per permettere a Connor di scappare, ma quest'ultimo, quando Patrick minaccia di uccidere la donna, ritorna sui suoi passi; Patrick tenta allora di ucciderlo, ma viene colpito da un colpo d'ascia di Hannah e muore nell'incendio. Allison si ricongiunge con Ethan ma a causa delle ferite riportate da lui non possono scendere dalla torre quindi rimangono lí in attesa del loro destino anche se poi Allison verrá salvata, mentre Hannah e Connor saltano in un fiume e guardano da sott'acqua l'incendio che divora la foresta. Il mattino seguente, la squadra dei vigili del fuoco di Hannah arriva e la salva insieme a Connor e Allison, mentre Ethan muore per via delle ferite riportate. Connor prepara poi le prove di suo padre da dare ai media, e Hannah gli promette di aiutarlo a superare il suo presente incerto.

## Produzione

### Cast
Nel gennaio 2019 è stato annunciato che Angelina Jolie avrebbe recitato nel film, con Taylor Sheridan alla regia. Nel mese di aprile dello stesso anno, Nicholas Hoult, Tyler Perry, Jon Bernthal e Aidan Gillen si sono uniti al cast; così come James Jordan nell'agosto successivo.

### Riprese
Le riprese principali sono iniziate nel maggio 2019, nel Nuovo Messico, e si sono concluse nel luglio dello stesso anno.

## Colonna sonora
La colonna sonora del film è stata composta da Brian Tyler.

## Promozione
Il trailer è stato pubblicato il 7 aprile 2021.

## Distribuzione
Nel maggio 2019 è stato reso noto che la Warner Bros. e la New Line Cinema avevano acquisito i diritti di distribuzione della pellicola. Il film ha debuttato nelle sale cinematografiche sudcoreane il 5 maggio 2021, mentre in quelle statunitensi è stato distribuito a partire dal 14 maggio seguente. In Italia il film è uscito il 3 giugno 2021 sulle piattaforme di streaming.
Come parte dei suoi piani per tutti i suoi film per il 2021, la Warner Bros. ha distribuito la pellicola contemporaneamente nelle sale cinematografiche e su HBO Max per il periodo di un mese, dopodiché il film è stato rimosso dalla normale programmazione.

## Accoglienza

### Incassi
Il film ha incassato globalmente 23468586 $.

### Critica
Sull'aggregatore Rotten Tomatoes il film ottiene il 62% delle recensioni professionali positive, con un voto medio di 5,7 su 10 basato su 221 critiche, mentre su Metacritic ha un punteggio di 57 su 100 basato su 18 recensioni.